# Allen Vizzutti

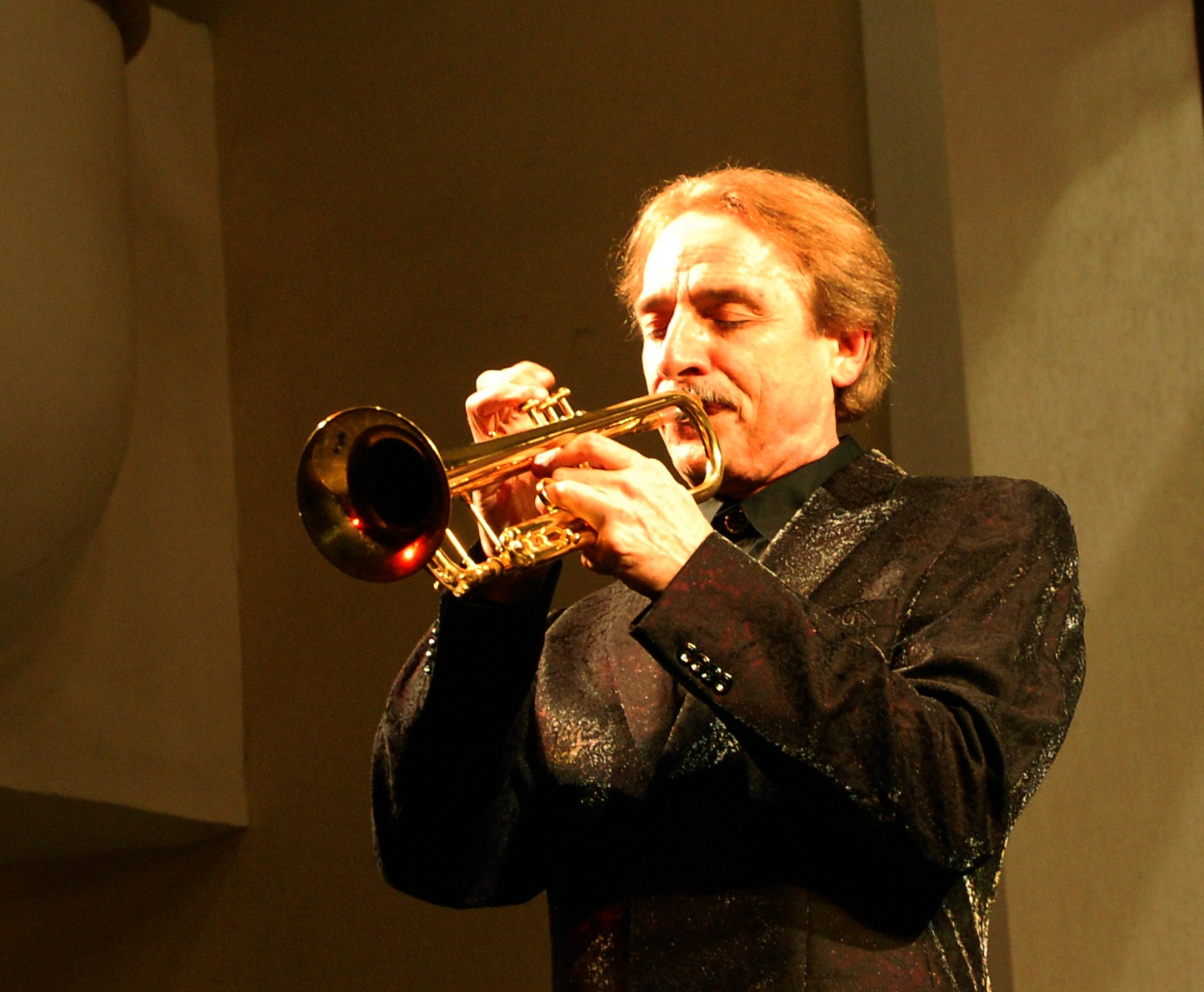
Vizzutti (2010)

Allen Vizzutti (* 13. September 1952 in Missoula, Montana) ist ein amerikanischer Trompeter, Komponist und Musikpädagoge.

## Leben
Vizzutti erlernte das Trompetenspiel von seinem Vater Lido Vizzutti.

Er schloss sein Studium als Bachelor of Music, Master of Music und Instrumentalmusiker ab, und er erhielt als bisher einziger Spieler eines Blasinstrumentes das Artist's Diploma der Eastman School of Music in Rochester, New York.
Allen Vizzutti spielt sowohl klassische Musik als auch Jazz und arbeitete mit einer Vielzahl von Künstlern zusammen, darunter Chick Corea, Chuck Mangione, Doc Severinsen, Frank Sinatra, Jill Jones, Prince, The Commodores, Woody Herman. Als Solist trat er auf in der Hollywood Bowl, Carnegie Hall, beim Newport Jazz Festival, Banff Center for the Performing Arts, Montreux Jazz Festival, dem Charles Ives Center und dem Lincoln Center in New York.
Vizzutti wirkte bei der Einspielung von mehr als 100 Filmmusiken mit, darunter Zurück in die Zukunft, Star Trek, Rocky II, Poltergeist II – Die andere Seite, Fire Fox, Dirty Harry kommt zurück, Zehn – Die Traumfrau, Nachrichtenfieber – Broadcast News, Der elektrische Reiter und 1941 – Wo bitte geht’s nach Hollywood.
Er ist auch Komponist zahlreicher Orchesterwerke, die unter anderen vom Los Angeles Philharmonic Orchestra, Phoenix Symphony Orchestra, Greater Bridgeport Symphony Orchestra, Rochester Philharmonic Orchestra und der Tonight Show Band uraufgeführt wurden. Darüber hinaus entstanden Aufnahmen mit dem Royal Philharmonic Orchestra, der Woody Herman Band, Summit Brass und dem London Symphony Orchestra. Er arbeitete als Gastsolist mit Sinfonieorchestern rund um die Welt, unter anderem mit dem japanischen NHK-Sinfonieorchester und dem Tōkyō Kōsei Wind Orchestra.
Vizzutti lehrt als Professor für Trompete an der University of Washington School of Music. Er unterrichtete ebenfalls an der Eastman School of Music, am Banff Center for the Performing Arts, der Kansas State University, West Texas State University, dem Skidmore Jazz Institute, und der Trompeten Akademie Bremen in Deutschland. Er arbeitet regelmäßig als Dozent am American Band College der Southern Oregon University.
Vizzutti ist Komponist und Mitglied von Ars Nova Press, Inc., einem gemeinnützigen Verlag, der es sich zum Ziel gesetzt hat, hochwertige Kompositionen zeitgenössischer Komponisten zu fördern.
Die Allen-Vizzutti-Methode für Trompete ist ein international verbreitetes pädagogisches Konzept zum Erlernen des Trompetenspiels. Viele von Vizzuttis Veröffentlichungen von Jazz und Klassischer Musik, Play-Along-Aufnahmen, Werken für Musikschüler, Kammermusik und Vortragswerken erschienen bei den Musikverlagen Alfred, Southern Music Company, und DeHaske/Hal Leonard Publications. Er konzipierte und realisierte das Lehrvideo „Steps to Excellence“ für die Yamaha Corporation of America.

## Kompositionen

### Orchesterwerke
- A Night in Tunisia
- Aventura Espanola, für Trompete und Orchester
- Conversations, für Trompete und Orchester
- Esperance, für Trompete und Orchester
- Snow Scenes, für Trompete und Orchester
- The Emerald Concerto and Other Gems, für Trompete und Orchester
  1. Emerald Concerto
  2. Conversations
  3. Esperance
  4. Aventura Espanola
  5. Snow Scenes
- The Carnival of Venus, für Trompete und Orchester

### Werke für sinfonisches Blasorchester
- American Jazz Suite, für Trompete und sinfonisches Blasorchester
- Celebration, für zwei Trompete und sinfonisches Blasorchester
- Concert Etude
- High Class Brass
- Montana Sketches, für Trompete und sinfonisches Blasorchester
  1. Big Sky
  2. Mountain Dance
- Prism: Shards of Color for Brass and Percussion, für Blechbläserquintett und Band
- Space
- The Rising Sun, für Trompete und sinfonisches Blasorchester
  1. Fuji-san (Mount Fuji)
  2. Kyoto no Otera (The Temples of Kyoto)
  3. Shinkansen (The Bullet Train)

### Kammermusik
- 20 Caprices, für Trompete
- Andante and Cappriccio, für Trompete und Klavier
- Dynamic Dances, für Flöte
- Explorations, 8 Stücke für Trompete
- Metropolis, für Trompete und Klavier
- Mosaic, für 6 Trompeten
- Prelude and Presto, für Blechbläserquintett
- Quadrat, für Trompete und Klavier
- Rain Forest, für Trompete und Klavier
- Sonata, für Flöte und Harfe
- Sonata no. 1, für Trompete und Klavier
- Sonata no. 2, für Trompete und Klavier
- Sonata no. 3, für Trompete und Klavier
- The Enchanted Trumpet, für Trompete und Klavier
- The Orient, für Trompete und Klavier
- The Sea, für Trompete und Klavier
- Timbuktu, für Trompete und Klavier
- Trumpeter's Dream, für Trompete und Klavier
- Vizzutti meets Arban

### Klavierwerke
- Appassionata

### Pädagogische Werke
- Jazz Adventures
- Jazz Solos Grade 4
- New Concepts for Trumpet
- The Allen Vizzutti Trumpet Method (in drei Teilen)